# Iván Ramis
Iván Ramis Barrios (Sa Pobla, 25 ottobre 1984) è un ex calciatore spagnolo, di ruolo difensore.

## Caratteristiche tecniche
Gioca come difensore centrale.

## Palmarès

### Club

#### Competizioni nazionali
- Coppa d'Inghilterra: 1

Wigan: 2012-2013

### Nazionale
- Giochi del Mediterraneo: 1

 2005